# Resolutie 413 Veiligheidsraad Verenigde Naties
Resolutie 413 van de Veiligheidsraad van de Verenigde Naties werd bij wijze van consensus op 20 juli 1977 aangenomen.

## Inhoud
De Veiligheidsraad had de aanvraag van de Socialistische Republiek Vietnam voor lidmaatschap van de Verenigde Naties bestudeerd, en beval de Algemene Vergadering aan om aan Vietnam het VN-lidmaatschap te verlenen.

## Verwante resoluties
- Resolutie 399 Veiligheidsraad Verenigde Naties (West-Samoa)
- Resolutie 412 Veiligheidsraad Verenigde Naties (Djibouti)
- Resolutie 433 Veiligheidsraad Verenigde Naties (Salomonseilanden)
- Resolutie 442 Veiligheidsraad Verenigde Naties (Dominica)

Lijst ·  403 ·  404 ·  405 ·  406 ·  407 ·  408 ·  409 ·  410 ·  411 ·  412 ·  413 ·  414 ·  415 ·  416 ·  417 ·  418 ·  419 ·  420 ·  421 ·  422